# Kammgarnspinnerei Stöhr

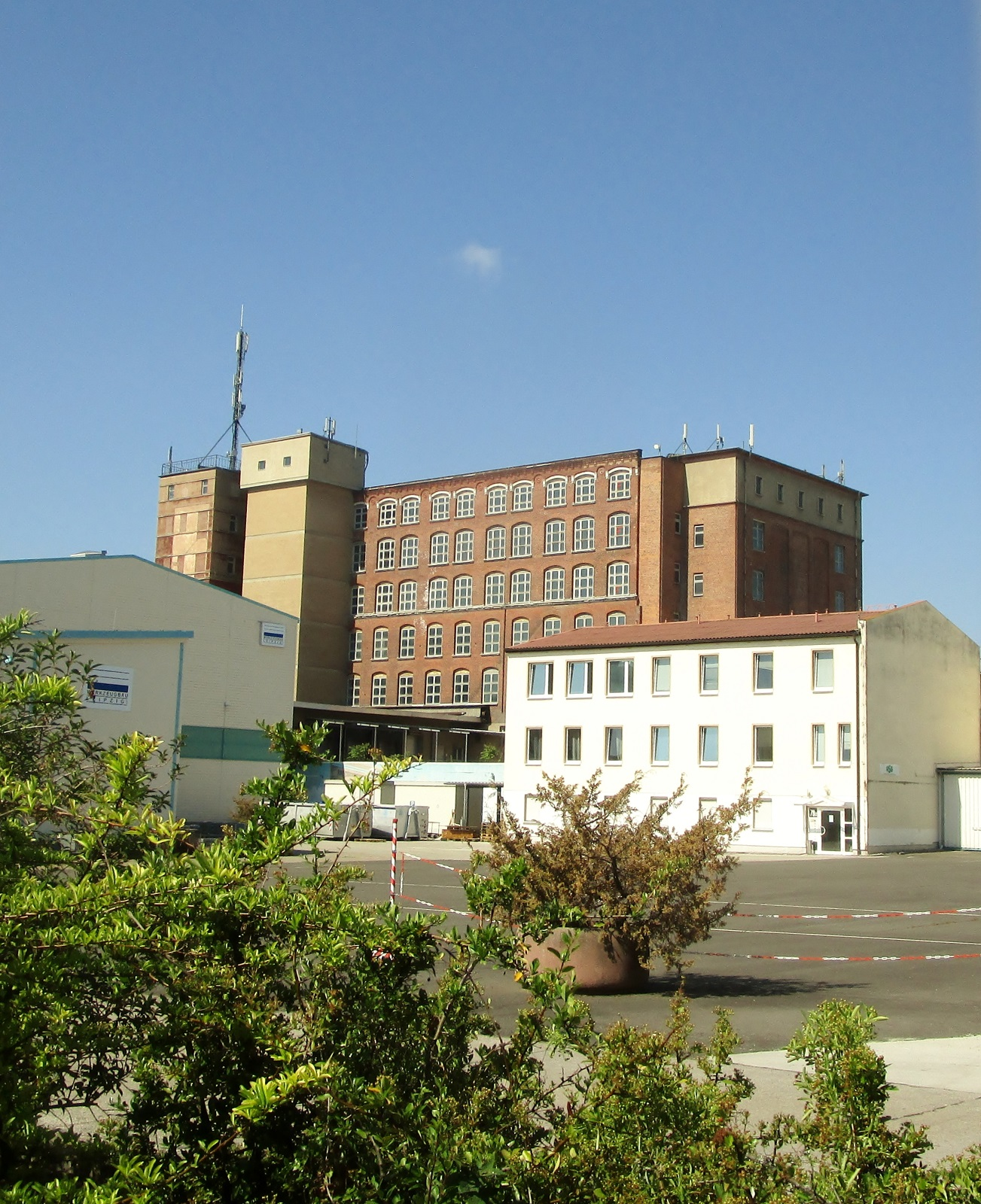
Früheres Fabrikgelände von Stöhr an der Zschocherschen Straße in Leipzig

Die Kammgarnspinnerei Stöhr & Co. war ein deutsches Unternehmen in der Textilindustrie mit Sitz in Leipzig, das 1880 gegründet wurde und zu den führenden Kammgarnspinnereien in Deutschland zählte. Langjähriges und einflussreiches Vorstandsmitglied war der 1944 hingerichtete Widerstandskämpfer Walter Cramer.

## Geschichte
Das Unternehmen wurde 1880 durch Eduard Stöhr in der Rechtsform einer Kommanditgesellschaft auf Aktien im 1891 nach Leipzig eingemeindeten Kleinzschocher gegründet, das Aktienkapital betrug 1,4 Millionen Mark. 1893 verlegte das Unternehmen ihre Produktion auf ein Grundstück an der Zschocherschen Straße in Leipzig-Plagwitz. 1889 wurde als Tochtergesellschaft die Botany Worsted Mills (mit Kämmerei, Spinnerei, Färberei und Weberei) in Passaic (New Jersey, USA) gegründet, die während des Ersten Weltkriegs an US-amerikanische Eigentümer verloren ging, mit der aber noch bis in die 1930er Jahre hinein ein „freundschaftlicher Interessenaustausch“ bestand. Seit 1903 hielt Stöhr eine Mehrheitsbeteiligung an der KG „Konkordia“ Spinnerei Stöhr & Co. in Neschwitz (Nebočady) bei Tetschen (Děčín) in Böhmen. 1911 übernahm das Unternehmen die Kammgarnspinnerei C. F. Solbrig Söhne AG in Chemnitz und wurde dazu in eine reine Aktiengesellschaft mit nun 12 Millionen Mark Kapital umgewandelt. Nach dem Ersten Weltkrieg beteiligte sich Stöhr an der neu gegründeten Vaterländische Kammgarnspinnerei und Weberei AG in Budapest. 1922 wurde eine Interessengemeinschaft mit der Elberfelder Textilwerke AG (Etag) vereinbart, in den folgenden Jahren war auch vom Stöhr-Etag-Konzern die Rede. In der Hochinflationsphase wurde das Aktienkapital bis auf 72 Millionen Mark erhöht und nach der Währungsstabilisierung 1925 auf 17.620.000 Reichsmark umgestellt. Die Kammgarnspinnerei Gautzsch AG in Gautzsch wurde 1928 – unter Erhöhung des Aktienkapitals auf 22.120.000 Reichsmark – übernommen, im gleichen Jahr auch die Strickgarn- und Weft-Spinnerei A. F. Dinglinger in Wüstegiersdorf, Niederschlesien, die jedoch im Verlauf der Weltwirtschaftskrise 1932 als Zweigwerk aufgegeben wurde. Im Sommer des gleichen Jahres musste das Aktienkapital auf 14.084.000 Reichsmark herabgesetzt werden. Neben Walter Cramer gehörten dem Stöhr-Vorstand in diesen Jahren die Familienmitglieder Georg Stöhr (* 1875) und Theodor Gutknecht-Stöhr an.

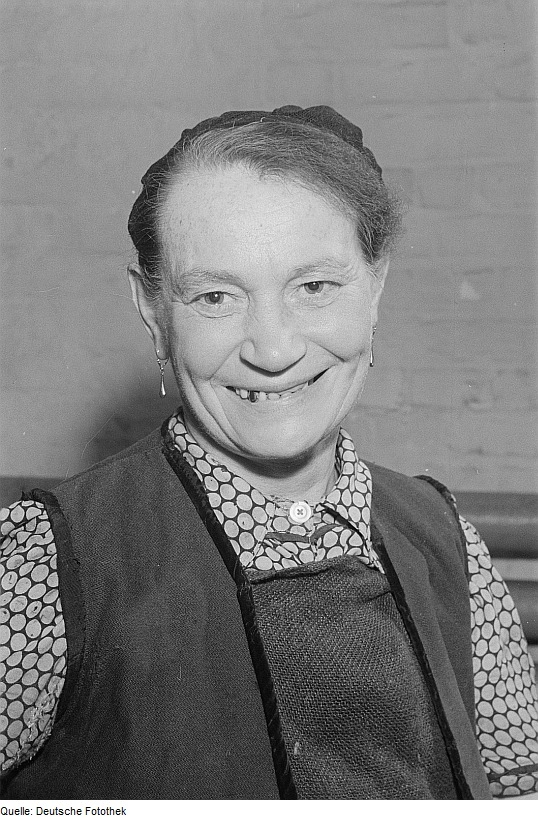
Die Hockauf-Initiatorin Margarete Rupp (1953)

Beim Volksentscheid in Sachsen 1946 auf Liste C gesetzt, wurde der Produktionsstandort Leipzig 1948 als VEB Mitteldeutsche Kammgarnspinnerei (Mika) verstaatlicht. Im VEB Mika wurde die Arbeiterin Margarete Rupp 1953 Initiatorin der Hockaufbewegung. 1967 erfolgte die Umbenennung in VEB Buntgarnwerke Leipzig. Am 1. Januar 1969 wurden der VEB Leipziger Wollgarnfabrik (ehemals Tittel & Krüger) und der VEB Sächsische Kammgarnspinnerei Coßmannsdorf eingegliedert. Der VEB Buntgarnwerke Leipzig produzierte weiterhin Kammgarne aus Wolle, aber auch aus Chemie- und Mischfasern.

Aktie über 50 DM der Kammgarnspinnerei Stöhr & Co. AG vom Juni 1969

In Westdeutschland liefen bereits 1948 die ersten Spinnmaschinen des Unternehmens in gepachteten Räumlichkeiten in Rheydt-Odenkirchen (heute Stadtteil von Mönchengladbach) an. Fünf Jahre später wurde mit den Arbeiten an dem Neubau begonnen, der noch heute die Heimat der Stöhr AG darstellt. Über die Jahre wurden immer wieder Unternehmen gegründet, gekauft, wieder verkauft oder mit Tochtergesellschaften verschmolzen. Im Jahr 1976 wurde die Produktion der Kammgarnspinnerei aus der Aktiengesellschaft ausgegliedert und in die neu gegründete Kammgarnspinnerei Stöhr GmbH eingestellt. Sie ist heute die Dachgesellschaft für Kammgarn.
Am 1. September 2010 wurde der Betriebsteil Vertrieb „Kammgarn“ an die Südwolle GmbH & Co. KG mit Sitz in Schwaig bei Nürnberg verkauft.